# Silvana Chojnowski
Silvana Katharina Chojnowski (* 17. April 1994 in Frankfurt am Main) ist eine deutsch-polnische Fußballspielerin.

## Karriere

### Vereine
Chojnowski wechselte Anfang 2011 aus der U-17 des FSV Frankfurt zum Lokalrivalen FFC. Dort wurde sie in ihrer ersten Halbserie sowie während der Saison 2011/12 neben Spielen im Jugendbereich auch in der zweiten Mannschaft Frankfurts in der 2. Fußball-Bundesliga eingesetzt. Am 18. März 2012 gelangen ihr bei einem 8:0-Sieg gegen den FV Löchgau vier Treffer. Ihr Profi-Debüt für Frankfurt hatte Chojnowski drei Tage später am 21. März im Viertelfinalrückspiel der Champions League gegen den LdB FC Malmö, wobei ihr in der 89. Minute kurz nach ihrer Einwechslung auch umgehend ein Treffer gelang. In der Spätphase der Saison kam sie zudem auch noch zu drei Kurzeinsätzen in der Bundesliga sowie einem Einsatz im Finale des DFB-Pokal 2011/12 gegen den FC Bayern München. 2013 wechselte sie zum Bundesligarivalen TSG 1899 Hoffenheim. Dort erzielte sie in zwei Jahren sieben Tore in 38 Spielen, bevor sie sich im Juli 2016 dem DFB-Pokalfinalisten SC Sand anschloss.

### Nationalmannschaft
Chojnowski spielte für die deutsche U-15- und U-17-Nationalmannschaft, unter anderem auch bei der U-17-Fußball-Europameisterschaft der Frauen 2010. 2012 nahm sie mit der deutschen Auswahl an der U-20 Weltmeisterschaft in Japan teil. Sie erreichten den zweiten Platz, da sie im Finale 0:1 an dem Team der USA scheiterten. Alle fünf Spiele zuvor blieb die Mannschaft ohne Gegentor. Von U-19-Trainerin Maren Meinert wurde sie im Jahr 2013 in den deutschen Kader für die U-19-Europameisterschaft in Wales berufen und erreichte dort mit der Mannschaft das Halbfinale.
Beim Zypern-Cup 2016 spielte sie für Polen. Im ersten Spiel gegen Tschechien erzielte sie den 1:0-Siegtreffer. Auch in den beiden weiteren Gruppenspielen stand sie in der Startelf und erreichte mit der Mannschaft das Finale, das gegen Österreich verloren wurde.

## Erfolge
- Dritte der U-17-Europameisterschaft 2010
- Zweite der U-20-Weltmeisterschaft 2012